# Frakció (politika)
A frakció szót  a politikai életben  főleg egy politikai párt tagjainak szervezett csoportosulására értik. Ma általában szűkebb értelemben, egy politikai párt parlamenti (országgyűlési) illetve helyi önkormányzati képviselőcsoportjának megnevezésére használják.

## A szó eredete
Alapvetően elkülönülést jelent, a kifejezés a latin fractio (töredék, törés) szóból származik.

## Általánosabb értelemben
Általánosabb értelemben a politikai párton belüli frakció olyan párton belüli csoportosulás, amely nem ért egyet a párt politikai irányvonalával vagy annak bizonyos kérdéseivel, külön álláspontot képvisel, esetleg külön szervezeti központot hoz létre és a csoportosuláshoz tartozókat a külön álláspont képviseletére kötelezi. A kommunista pártok a legszigorúbban tiltják tagjaiknak a párton belüli frakciók alakítását (a "frakciózás" tilalma), mivel úgymond "A frakció megbontja a forradalmi párt eszmei, politikai és szervezeti egységét, aláássa a pártfegyelmet, akadályozza a pártot céljainak megvalósításában."

## A frakció mint képviselőcsoport

### A parlamenti képviselőcsoport
"A pártok képviselőcsoportjai (a frakciók) a modern parlamentek, a parlamenti kormányzati rendszerek alapintézményei. A pártok éppen az Országgyűlésben működő képviselőcsoportjaik révén valósíthatják meg hatékonyan alkotmányos feladatukat, a népakarat közvetítését.
A frakciók a politikai véleményformálás, a vélemény egységes képviseletének eszközei. Lehetővé teszik, hogy több száz szétszórt, egyéni vélemény helyett néhány egyértelmű álláspont, vélemény jelenjen meg és ütközzön a parlamenti vitájában. A frakciószerveződés tehát jelentősen növeli a parlament működésének hatékonyságát és a stabilitását."

### A képviselőcsoportok létrejötte és megszűnése Magyarországon
- Az Alaptörvény szerint az országgyűlési képviselők tevékenységük összehangolására a Házszabályban meghatározott feltételek szerint képviselőcsoportot alakíthatnak.
- A Házszabály szerint az ugyanazon párthoz tartozó képviselők hozhatnak létre képviselőcsoportot. A létrehozott csoportot a mögötte álló pártról kell elnevezni.
- Az 1990-94-ben a Házszabály szerint legalább 10 képviselő alakíthatott képviselőcsoportot. Az 1994-ben elfogadott új Házszabály szerint ehhez már legalább 15 képviselő kellett. Ezt a rendelkezést az Alkotmánybíróság 1998-ban alkotmányellenesnek minősítette és megsemmisítette, mivel megakadályozta a választási küszöböt (5%-ot) átlépő pártokat (1998-ban a MIÉP-et) abban, hogy frakciót alakítsanak, ha 15-nél kevesebb képviselőjük jutott be a parlamentbe. A frakcióalakítás szabályait ezért újból rendezni kellett a Házszabályban. A mulasztást csak a 2007 decemberében elfogadott házszabály-módosítás orvosolta. E szerint frakciót legalább 10 képviselő alakíthat. Frakciót alkothatnak az ugyanahhoz a párthoz tartozó képviselők akkor is, ha számuk ugyan nem éri el a tízet, de pártjuk listáról szerzett mandátumot, feltéve ha közülük mindenki ehhez a képviselőcsoporthoz csatlakozik.
- A Házszabály helyébe lépő, az egyes házszabályi rendelkezésekről szóló, 2012. április 20-tól hatályos országgyűlési határozat a korábbiaknál szigorúbb feltételeket támaszt a frakcióalakításhoz. Eszerint csak azokhoz a pártokhoz (jogutódjához) tartozó képviselők alakíthatnak frakciót, amely pártok a képviselők előző választásán országos listát állítottak és mandátumot szereztek. Egy párt csakis egy frakciót alapíthat.
- A 2013. szeptember 1-től hatályos házszabályi rendelkezések szerint: ha a közös listát állító és mandátumot szerző pártok közös frakciót alakítanak, akkor ehhez legalább 5 képviselő szükséges.[3] A közös listán induló pártok is alakíthatnak önálló képviselőcsoportokat, ehhez is legalább 5 képviselő szükséges.[4] Egy önálló országos listát állító párt már 3 képviselővel is alakíthat frakciót.[5]
- A képviselő csak egy frakciónak lehet tagja. A képviselő a frakcióból kiléphet, és a frakció is dönthet úgy, hogy valamely tagját kizárja. A kilépett vagy kizárt képviselőt függetlennek kell tekinteni. Az így függetlenné vált képviselő 2018 óta nem csatlakozhat másik képviselőcsoporthoz. A független képviselők frakcióalakítására 1994-től az országgyűlés Házszabálya sem ad lehetőséget.[6]
- Ha a képviselőcsoport létszáma a közös frakciók számára megállapított 5 fő, illetve az önálló pártlistán mandátumot szerzett pártok számára megállapított 3 fő alá csökken, akkor a képviselőcsoport megszűnik. A megszűnést a frakcióvezető köteles az Országgyűlés elnökének bejelenteni. Nem szűnik meg a képviselőcsoport addig, amíg a megüresedett mandátum a választási törvény szerint betölthető. (Tehát egy lemondott képviselő pótolható a választási listáról, illetve időközi választáson.) Szintén megszűnik a képviselőcsoport, ha a mögötte álló párt megszűnik.

A rendszerváltás utáni Országgyűlésekben egyszerre legfeljebb kilenc frakció működött. Ezt a számot a 2022-es választás után érte el az Országgyűlés. Szintén magas számú, hét-hét csoport működött az első két és a 2018-ban kezdődő ciklusban is. A legkevesebb frakció 2002 és 2006 között működött, ekkor mindössze négyre csökkent a számuk. Az 1990-es választás után megalakult frakciók közül még a KDNP, a Fidesz és az MSZP frakciója működik az Országgyűlésben, igaz a KDNP-s képviselőcsoport jelenléte nem folyamatos. A Fidesz frakciójának működése folyamatos, ám neve a párt nevének változásait követve többször is módosult. Névváltoztatás és megszakítás nélkül csak az MSZP frakciója van jelen az Országgyűlésben 1990 óta. (Az MSZP frakció először 1989. október 16-án, még a régi Országgyűlésben alakult meg.)

### A frakciók feladatai
- A frakcióalakítás célja a képviselők országgyűlési tevékenységének összehangolása. A frakciók feladatai (jogosultságai) is alapvetően ezt szolgálják.
- A plenáris (és bizottsági) vitában a képviselőcsoportok általában politikailag egységesen lépnek fel. A törvényjavaslatok és más indítványok támogatásáról vagy elutasításáról a frakciók állást foglalnak és tagjaiktól többnyire ennek megfelelő szavazást várnak el. A frakciófegyelmet különböző módon biztosítják.

A frakcióknak és vezetőiknek meghatározó szerepük van a parlamenti munka számos fontos kérdésében. Ilyen például a parlamenti tisztségviselők és a bizottságok tagjainak jelölése, a plenáris ülések napirendjének kialakítása. A képviselők a frakciók „delegáltjaiként" vesznek részt a parlamenti bizottságok munkájában. A plenáris ülés vitáinak szabályai is a frakciótagolásra épülnek, miszerint mindig más frakcióhoz tartozó képviselőnek kell szót adni, kormánypárti-ellenzéki változó sorrendben, illetőleg a limitált vitáknál képviselőcsoportonként egy-egy képviselő szólalhat fel.

### A frakciók szervezete és működése
- A Házszabály rendelkezései csak a legfontosabb, garanciális jelentőségű kérdésekre térnek ki: a frakció megalakítására, megszűnésére és gazdálkodására. Rendelkeznek arról is, hogy a frakció tagjai sorából vezetőt, helyetteseket és más tisztségviselőket választ.
- A frakciók szervezetének és a működésének részletes szabályait a frakció által elfogadott Alapszabály vagy Szabályzat határozza meg. A frakciószabályzatok nem jogi normák, de azáltal, hogy meghatározzák a képviselőcsoportok működését, szervezetét, befolyásolják a frakciótagok jogainak gyakorlását, lehetőségeit.
- Ha a frakcióvezető akadályoztatva van, jogait a helyettese gyakorolja.
- A frakcióvezető feladata, hogy a képviselőcsoport véleményét különböző fórumokon képviselje, fontos kérdésekben ismertesse a frakció álláspontját a plenáris üléseken, intézze a frakció ügyeit, illetve biztosítsa a képviselők jelenlétét az Országgyűlés ülésein.
- A frakcióvezetők számára a házszabályi rendelkezések jelentős jogosítványokat biztosítanak. Így például szavazati joggal tagjai a Házbizottságnak, javaslatot tehetnek a bizottságok által elutasított indítványok tárgysorozatba-vételére, megjelölhetik azokat a képviselőket, akik azonnali kérdéseket tesznek fel stb. Az Alaptörvény szerint az Országgyűlés feloszlatása előtt a frakcióvezetők véleményét is ki kell kérni.[6]